# Charles Remond Douglass
Charles Remond Douglass (Lynn, 21 de outubro de 1844 — Washington, D.C., 24 de novembro de 1920) foi o quarto filho e o mais novo dos filhos homem do líder abolicionista negro estadunidense Frederick Douglass e o último deles a falecer.
Charles foi o primeiro afro-americano a se alistar nas forças armadas da União durante a Guerra de Secessão e um dos primeiros a servir no escritório de desenvolvimento das pessoas de cor, em Washington.

## Biografia
Filho do líder abolicionista e estadista Frederick Douglass, em 1859 serviu como mensageiro a John Brown que, na época, estava morando na casa de seu pai, em Rochester.
Serviu durante a Guerra Civil na 54ª Infantaria de Massachusetts e na 5ª Cavalaria de Massachusetts. Mudou-se para Washington em 1867 onde ocupou postos públicos nos departamentos da Guerra e do Tesouro; serviu na comissão que considerou a anexação da ilha de Santo Domingo, em 1871 e no ano seguinte foi administrador do sétimo distrito escolar; atuou no serviço público por mais de cinquenta anos, até sua aposentadoria em 1920.
Após uma rápida piora da saúde Charles morreu em sua residência em Washington por conta da doença de Bright (insuficiência renal crônica) que o prostrara por duas semanas, na quarta-feira 24 de novembro de 1920, assistido por sua segunda esposa e dois dos filhos, Joseph e Haley; foi sepultado no já extinto Harmony Columbian Cemetery da capital federal; em 1960 seus restos mortais foram trasladados para o Harmony National Memorial Park Cemetery, em Hyattsville.